# Sportfreunde Werne-West
Die Sportfreunde Werne-West (offiziell: Sportfreunde 67 Werne-West e. V.) war ein Sportverein aus Werne im Kreis Unna. Die erste Fußballmannschaft der Frauen spielte zwei Jahre in der seinerzeit erstklassigen Regionalliga West.

## Geschichte
Der Verein wurde am 1. Juni 1967 gegründet. Die Frauenmannschaft der Sportfreunde schaffte im Jahre 1987 den Aufstieg in die seinerzeit erstklassige Regionalliga West und traf dort auf Spitzenvereine wie die SSG Bergisch Gladbach, den TSV Siegen oder den KBC Duisburg. Nach einem siebten Platz in der Aufstiegssaison folgte 1989 der Abstieg. Im Jahre 1993 stellten die Sportfreunde mit Nicole Erhardt eine deutsche Nationalspielerin. Sie wurde bei einem Spiel gegen die Schweiz eingewechselt. Im Jahre 1994 gelang noch einmal der Aufstieg in die Regionalliga, dem der direkte Wiederabstieg folgte. Von 1992 bis 1995 trainierte mit Beate Henkel eine ehemalige Nationalspielerin die Frauenmannschaft der Sportfreunde. Am 7. Dezember 1999 fusionierten die Sportfreunde mit dem SSV Werne zum Werner SC. Mit Lars Müller brachten die Sportfreunde einen U-21-Nationalspieler hervor.